# HD41214
HD41214 — хімічно пекулярна зоря спектрального класу A1, що має видиму зоряну величину в смузі V приблизно  5,7.
Вона  розташована на відстані близько 206,2 світлових років від Сонця.